# ایروم گونزالس
ایروم گونزالس (انگلیسی: Iriome González؛ زادهٔ ۲۲ ژوئن ۱۹۸۷) بازیکن فوتبال اهل اسپانیا است.
از باشگاه‌هایی که در آن بازی کرده‌است می‌توان به باشگاه فوتبال لوگو، باشگاه فوتبال میراندس، باشگاه فوتبال اوئسکا، و باشگاه ورزشی تنریف اشاره کرد.
وی همچنین در تیم ملی فوتبال زیر ۲۰ سال اسپانیا بازی کرده‌است.